# Genainville
Genainville  est une commune française située dans le département du Val-d'Oise, en région Île-de-France.

## Géographie

### Description
La commune est située au cœur du Vexin français, à 50 km environ au nord-ouest de Paris, entre Magny-en-Vexin et Vétheuil, et est aisément accessible par l'ancienne route nationale 183 (actuelle RD 983 de Mantes-la-Jolie à Magny-en-Vexin).

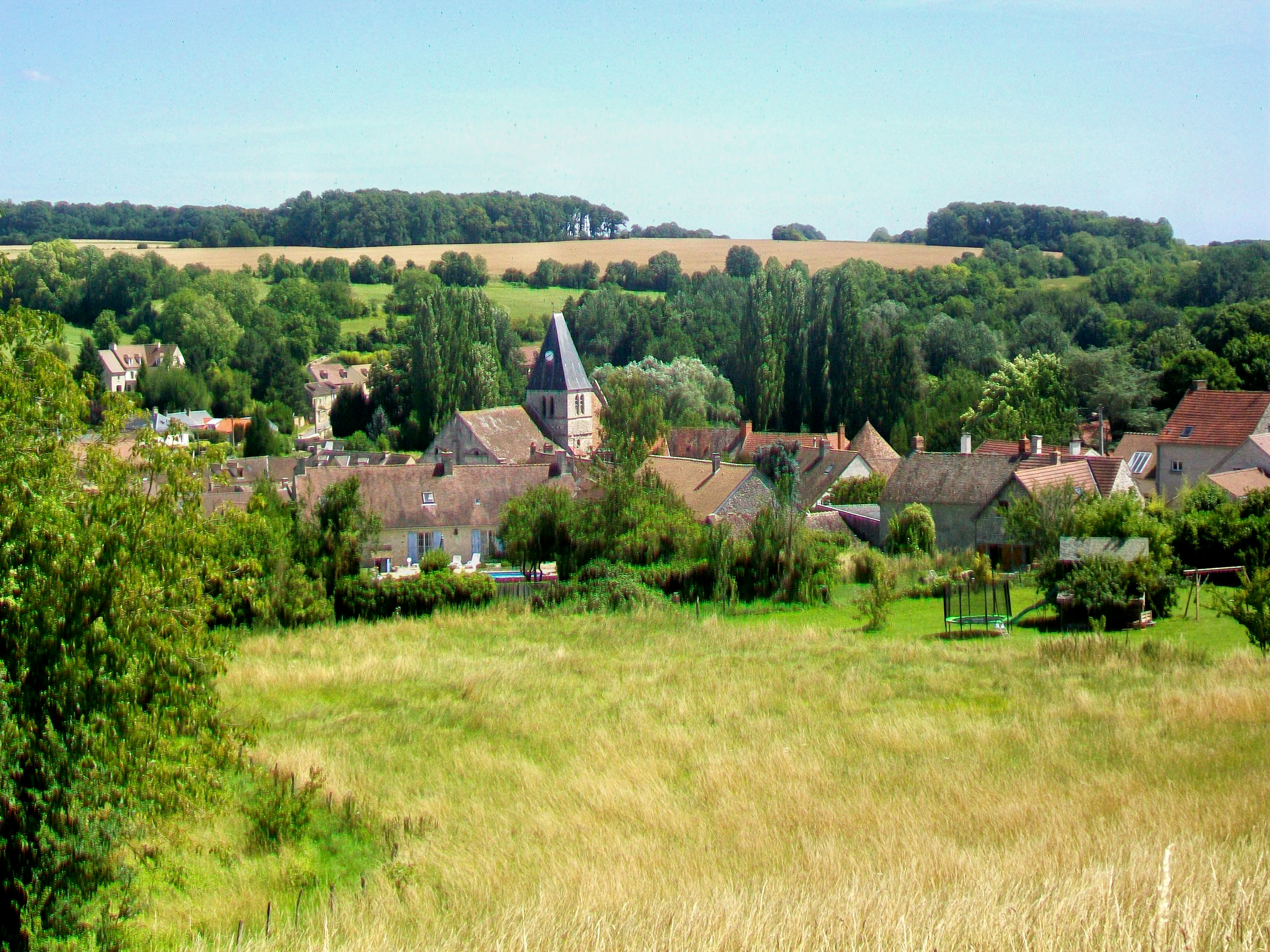
Vue sur le village

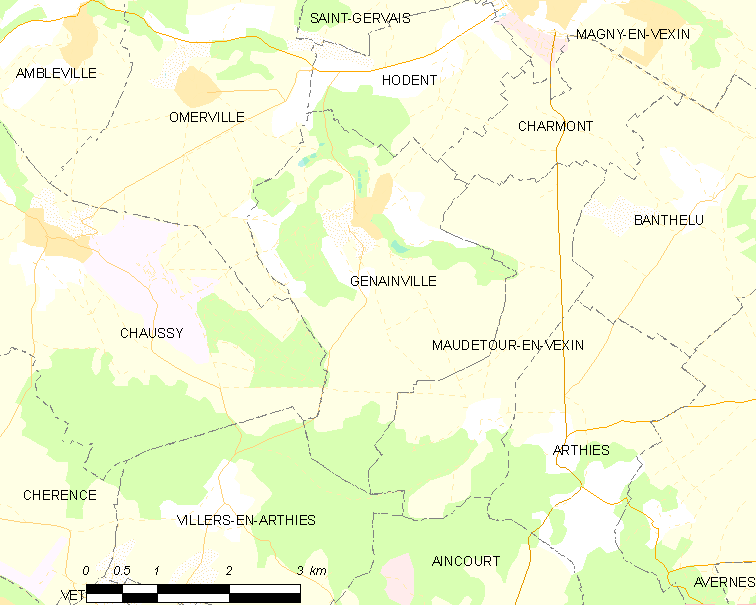
Carte de la commune.
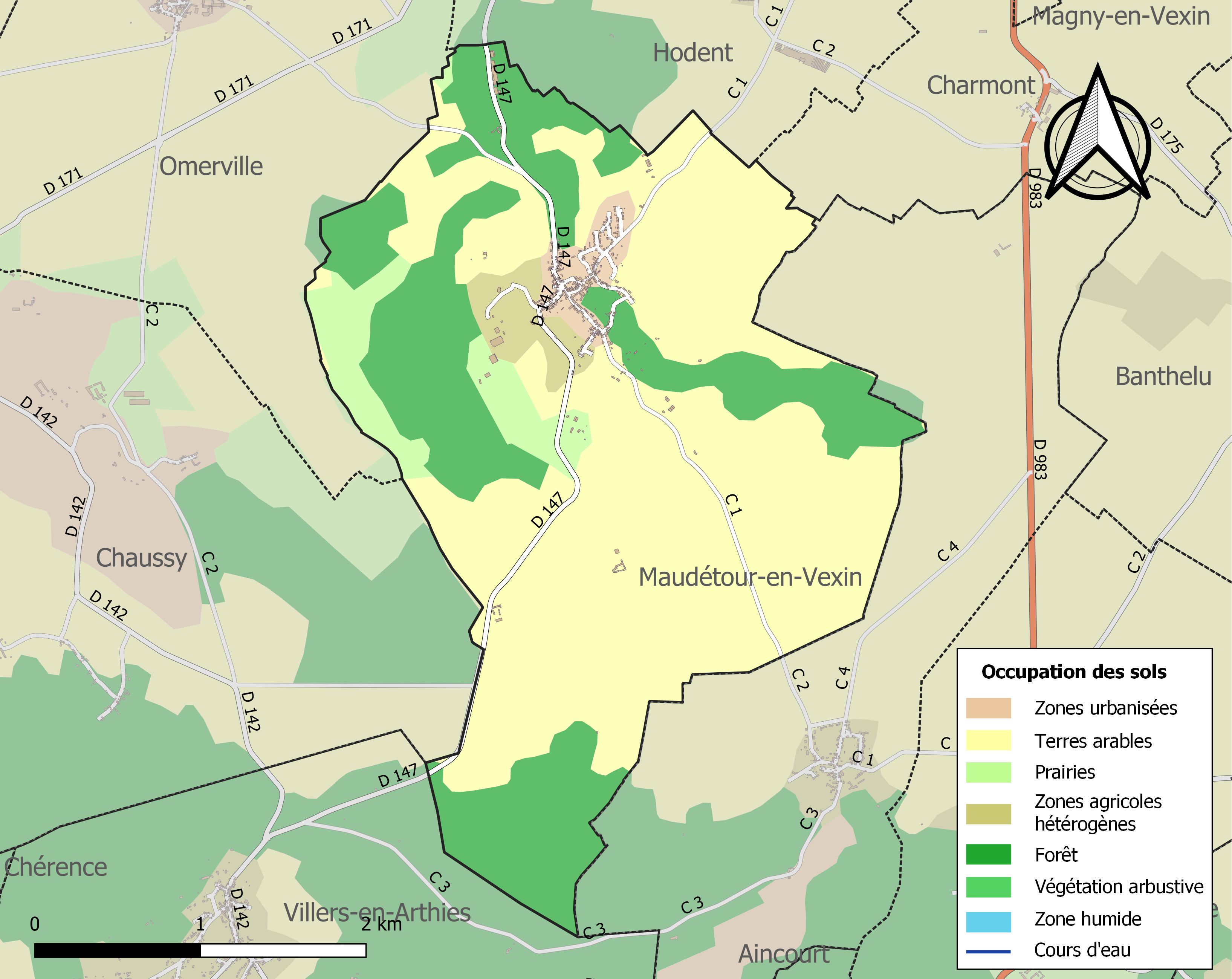
Occupation des sols

Le village se situe dans un vallon où coule un ruisseau prenant sa source à l'emplacement des ruines gallo-romaines des Vaux-de-la-Celle.

### Communes limitrophes
La commune est limitrophe de :  Omerville, Hodent, Charmont, Maudétour-en-Vexin, Villers-en-Arthies et Chaussy.
| Omerville | Hodent             | Charmont           |
| Chaussy   | Genainville        | Maudétour-en-Vexin |
|           | Villers-en-Arthies |                    |

### Hydrographie

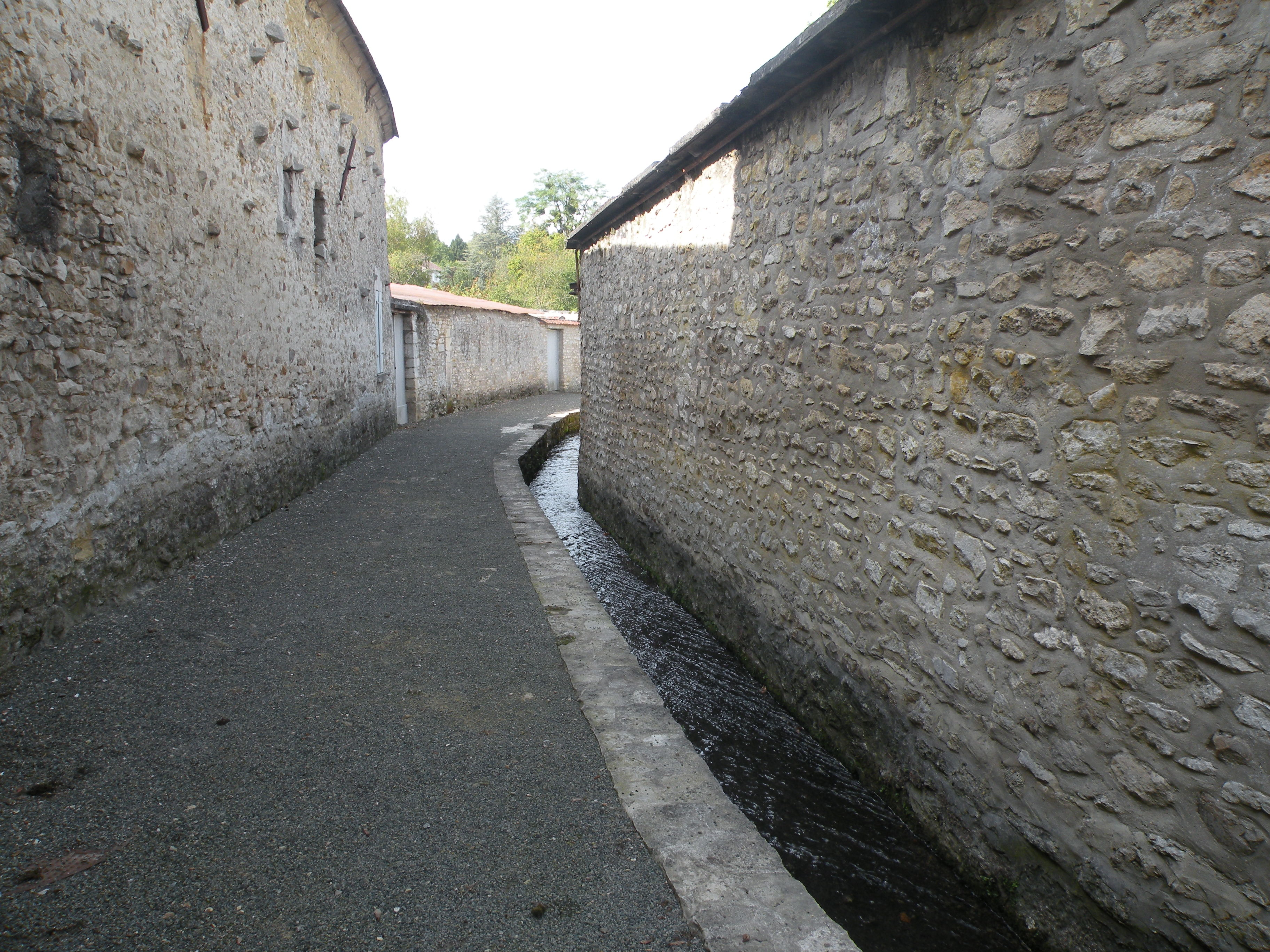
Le ru de Genainville.

La commune est située à la confluence de trois ruisseaux, dont le ru de Genainville et le ru de Préfontaine. Le cours d'eau ainsi formé se jette dans l'Aubette de Magny et est donc un sous-affluent de la Seine par l'Epte.

### Climat
Pour des articles plus généraux, voir Climat de l'Île-de-France et Climat du Val-d'Oise.
En 2010, le climat de la commune est de type climat océanique dégradé des plaines du Centre et du Nord, selon une étude du CNRS s'appuyant sur une série de données couvrant la période 1971-2000. En 2020, Météo-France publie une typologie des climats de la France métropolitaine dans laquelle la commune est exposée à un climat océanique et est dans la région climatique  Sud-ouest du bassin Parisien, caractérisée par une faible pluviométrie, notamment au printemps (120 à 150 mm) et un hiver froid (3,5 °C). 
Pour la période 1971-2000, la température annuelle moyenne est de 10,5 °C, avec une amplitude thermique annuelle de 14,4 °C. Le cumul annuel moyen de précipitations est de 723 mm, avec 11,5 jours de précipitations en janvier et 8,5 jours en juillet. Pour la période 1991-2020, la température moyenne annuelle observée sur la station météorologique la plus proche, située sur la commune de Boissy-l'Aillerie à 21 km à vol d'oiseau, est de 11,2 °C et le cumul annuel moyen de précipitations est de 635,8 mm,. Pour l'avenir, les paramètres climatiques de la commune estimés pour 2050 selon différents scénarios d'émission de gaz à effet de serre sont consultables sur un site dédié publié par Météo-France en novembre 2022.

### Milieux naturels et biodiversité
Le site des bois de l’Aunaie et Morlû a été déclaré en 2018 Zone naturelle d’intérêt écologique faunistique et floristique (ZNIEFF) de type 1, puis intégré au site Natura 2000 Vallée de l’Epte et ses affluents. En 2020, le département du Val d'Oise a préempté 95,5 ha de ce site comme espace naturel sensible avec pour but la protection des habitats (bois et pelouses calcicoles), des paysages et de l'écrevisse à pattes blanches.

## Urbanisme

### Typologie
Au 1er janvier 2024, Genainville est catégorisée commune rurale à habitat dispersé, selon la nouvelle grille communale de densité à sept niveaux définie par l'Insee en 2022.
Elle est située hors unité urbaine. Par ailleurs la commune fait partie de l'aire d'attraction de Paris, dont elle est une commune de la couronne,. Cette aire regroupe 1 929 communes,.

## Toponymie

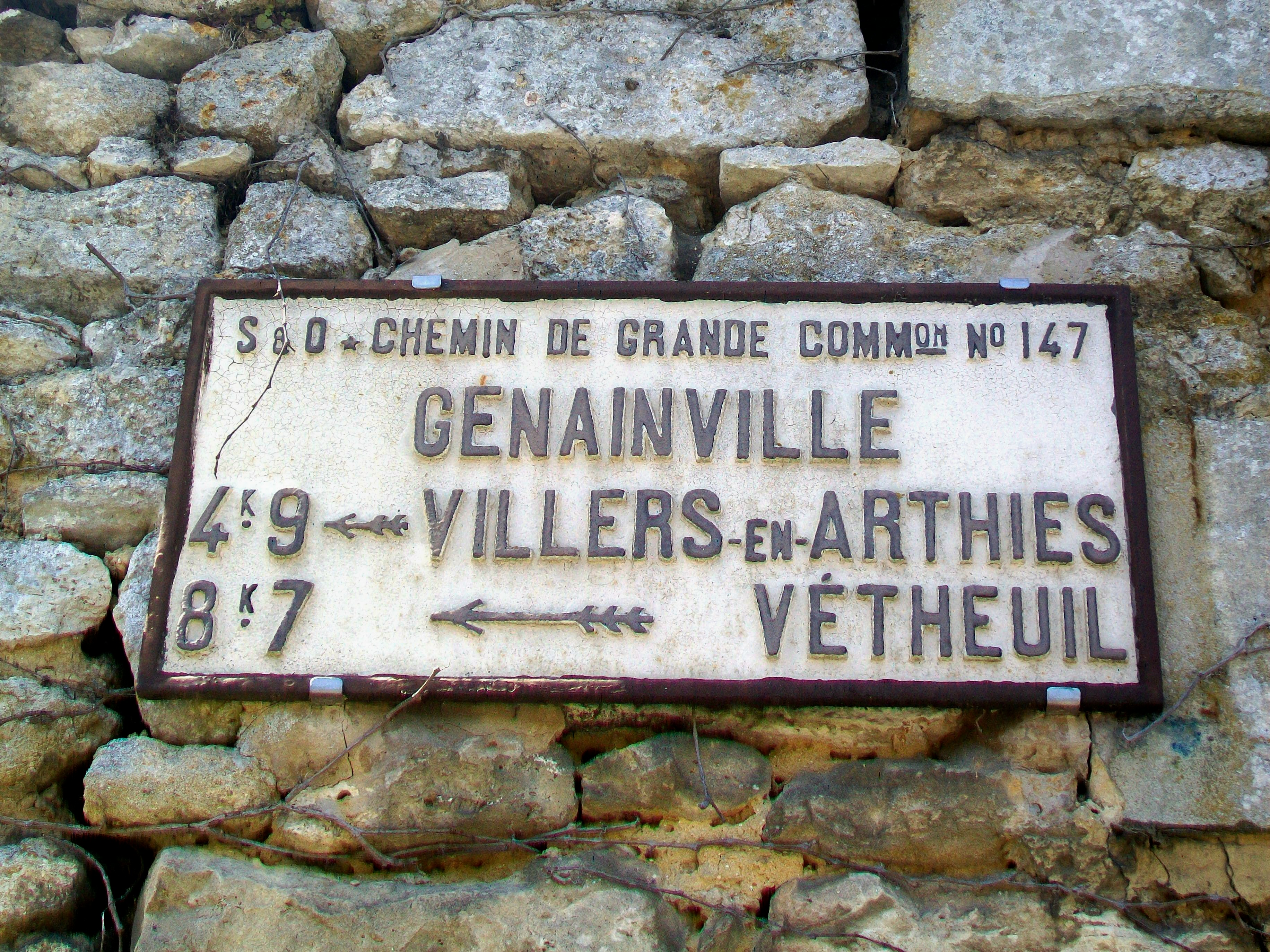
Ancienne plaque de cocher.

Attesté sous les formes Genetville et Geneth-ville en 658, puis sous la forme latinisée Genestivilla en 849, Genezvilla, Genesvilla en 1186, Genevilla en 1338.
La forme Genestivilla est une étymologie de clerc d'après le latin genista « genêt ». En effet, les formes suivantes ne comportent aucune trace d'un groupe [st] qui se serait amuï par la suite et, de plus, les formations toponymiques médiévales en -ville ne sont jamais associées à un nom d'arbre. Il s'agit, comme c'est le plus souvent le cas, d'un nom de personne. Albert Dauzat et Charles Rostaing proposent l’anthroponyme germanique Gening, mais Ernest Nègre préfère le nom de personne roman Genesius. Il est plus conforme phonétiquement aux formes anciennes connues et le passage de Gene- à Genain- se serait fait par analogie avec la finale -ain des anthroponymes contenus dans Goussainville, Attainville et Fremainville, autres communes du Val-d'Oise.
Le second élément -ville est un appellatif toponymique signifiant anciennement « domaine rural », puis « village ». Il est issu du gallo-roman VILLA, lui-même du latin villa rustica « grand domaine rural », d'où le sens global de « domaine rural de Gening ou de Genesius ».

## Histoire
Le site de Genainville est occupé depuis l'âge du fer. D'importants monuments gallo-romains, furent détruits par les invasions barbares en 275 ; ils servirent plus tard de carrière de pierre à l'époque mérovingienne.
Le village, siège d'un prieuré à partir du XIIe siècle, est soumis au pouvoir de plusieurs communautés religieuses durant plusieurs siècles. Outre l'agriculture et l'artisanat, une mine d'argent constituait la seule autre activité économique de la commune.

## Politique et administration

### Liste des maires
| Période                                  | Période  | Identité     | Étiquette | Qualité                         |
| ---------------------------------------- | -------- | ------------ | --------- | ------------------------------- |
| Les données manquantes sont à compléter. |          |              |           |                                 |
| mars 2001                                | En cours | Alain Schmit |           | Réélu pour le mandat 2020-2026, |

### Jumelages
Genainville n'est jumelé avec aucune commune[réf. nécessaire].

## Population et société

### Démographie
L'évolution du nombre d'habitants est connue à travers les recensements de la population effectués dans la commune depuis 1793. Pour les communes de moins de 10 000 habitants, une enquête de recensement portant sur toute la population est réalisée tous les cinq ans, les populations de référence des années intermédiaires étant quant à elles estimées par interpolation ou extrapolation. Pour la commune, le premier recensement exhaustif entrant dans le cadre du nouveau dispositif a été réalisé en 2006.

En 2022, la commune comptait 521 habitants, en évolution de −4,23 % par rapport à 2016 (Val-d'Oise : +4 %, France hors Mayotte : +2,11 %).
| 1793 | 1800 | 1806 | 1821 | 1831 | 1836 | 1841 | 1846 | 1851 |
| ---- | ---- | ---- | ---- | ---- | ---- | ---- | ---- | ---- |
| 415  | 413  | 433  | 454  | 434  | 431  | 459  | 436  | 422  |

| 1856 | 1861 | 1866 | 1872 | 1876 | 1881 | 1886 | 1891 | 1896 |
| ---- | ---- | ---- | ---- | ---- | ---- | ---- | ---- | ---- |
| 414  | 384  | 378  | 371  | 369  | 346  | 373  | 415  | 360  |

| 1901 | 1906 | 1911 | 1921 | 1926 | 1931 | 1936 | 1946 | 1954 |
| ---- | ---- | ---- | ---- | ---- | ---- | ---- | ---- | ---- |
| 305  | 309  | 331  | 274  | 252  | 200  | 211  | 187  | 204  |

| 1962 | 1968 | 1975 | 1982 | 1990 | 1999 | 2006 | 2011 | 2016 |
| ---- | ---- | ---- | ---- | ---- | ---- | ---- | ---- | ---- |
| 210  | 300  | 310  | 353  | 476  | 490  | 531  | 564  | 544  |

| 2021 | 2022 | - | - | - | - | - | - | - |
| ---- | ---- | - | - | - | - | - | - | - |
| 529  | 521  | - | - | - | - | - | - | - |

### Manifestations culturelles et festivités
La 20e édition de la  foire gastrinomique  de Genainville organisée par la commune et le XV du Vexin avec de nombreux producteurs régionaux et locaux a eu lieu le 25 avril 2021.

## Culture locale et patrimoine

### Lieux et monuments
Genainville compte quatre monuments historiques sur son territoire : 
- L'église Saint-Pierre (classée monument historique par arrêté du 5 juillet 1920[29]) date du XIIIe siècle mais a été très remaniée au XVIe siècle.

Elle présente la particularité d'être en fait une double église : elle possède en effet deux nefs et deux chœurs ; l'un était semble-t-il réservé au moines du prieuré voisin et l'autre aux paroissiens, même si cette théorie est contestée par des historiens. Le chœur double date du XIVe siècle, les deux nefs égales furent reconstruites au XVIe siècle, les voûtes d'ogives sont séparées par des piliers du XIIIe siècle. La façade principale nord-ouest est du pure style Renaissance. Sa division en deux parties inégales reflète la réalité à l'intérieur. Les deux portails Renaissance sont attribués sans preuve à Jean Grappin. L'église possède une pierre-labyrinthe de la fin du XIIIe siècle (classée monument historique), unique exemple présent dans le Vexin. Sa dimension réduite (75 cm × 68 cm) permettait aux fidèles de le parcourir avec le doigt,.
- À droite de l'église, un bâtiment moderne renferme les restes d'un ancien prieuré (de) (inscrit monument historique par arrêté du 4 juin 1926[32]).

Il en reste une porte romane dont l'archivolte est décorée de bâtons brisés, accessible par un escalier extérieur, et une fenêtre géminée du XIIIe siècle. Le prieuré dépendait de l'abbaye Saint-Père-en-Vallée, à Chartres,.
- La croix de cimetière (de) (classée monument historique par arrêté du 7 septembre 1944[33])

Elle présente une pietà et surprend par la finesse des détails.
- Un important site archéologique, datant du IIe siècle et mis au jour en 1935 (classé monument historique en  1941 et en 1981[34],[35])

Il se trouve au lieu-dit les Vaux-de-la-Celle.

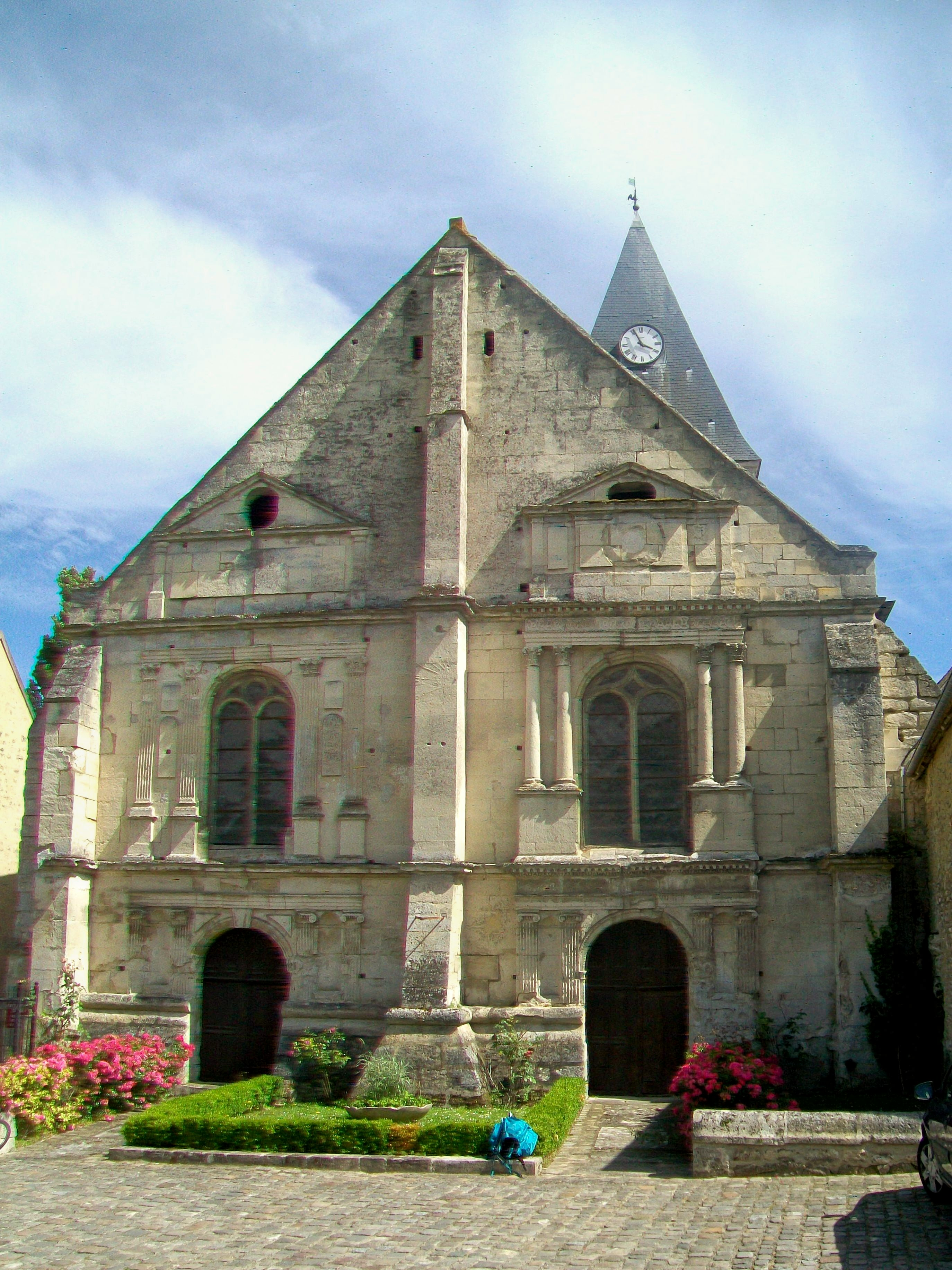
L'église Saint-Pierre.
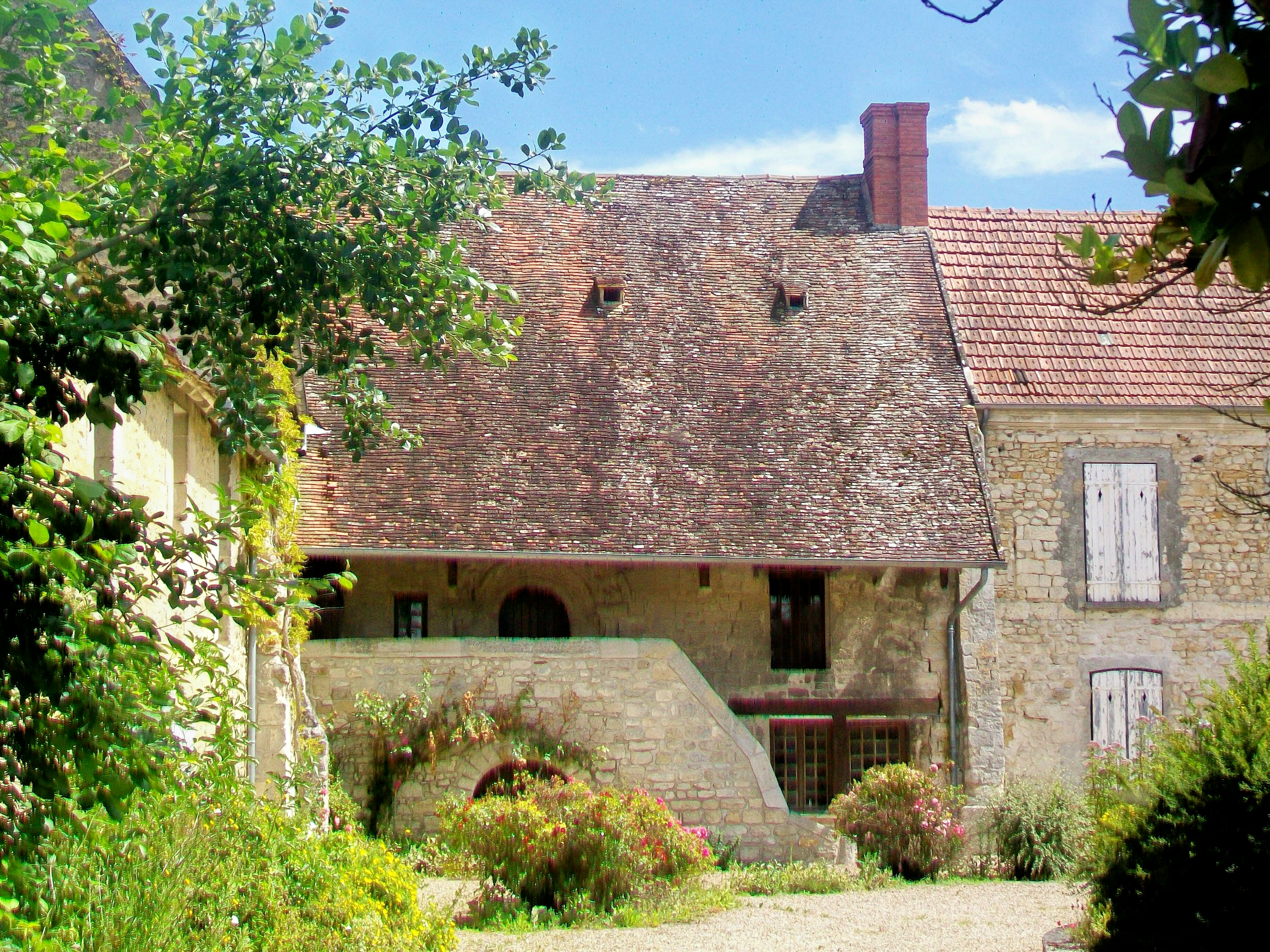
L'ancien prieuré.
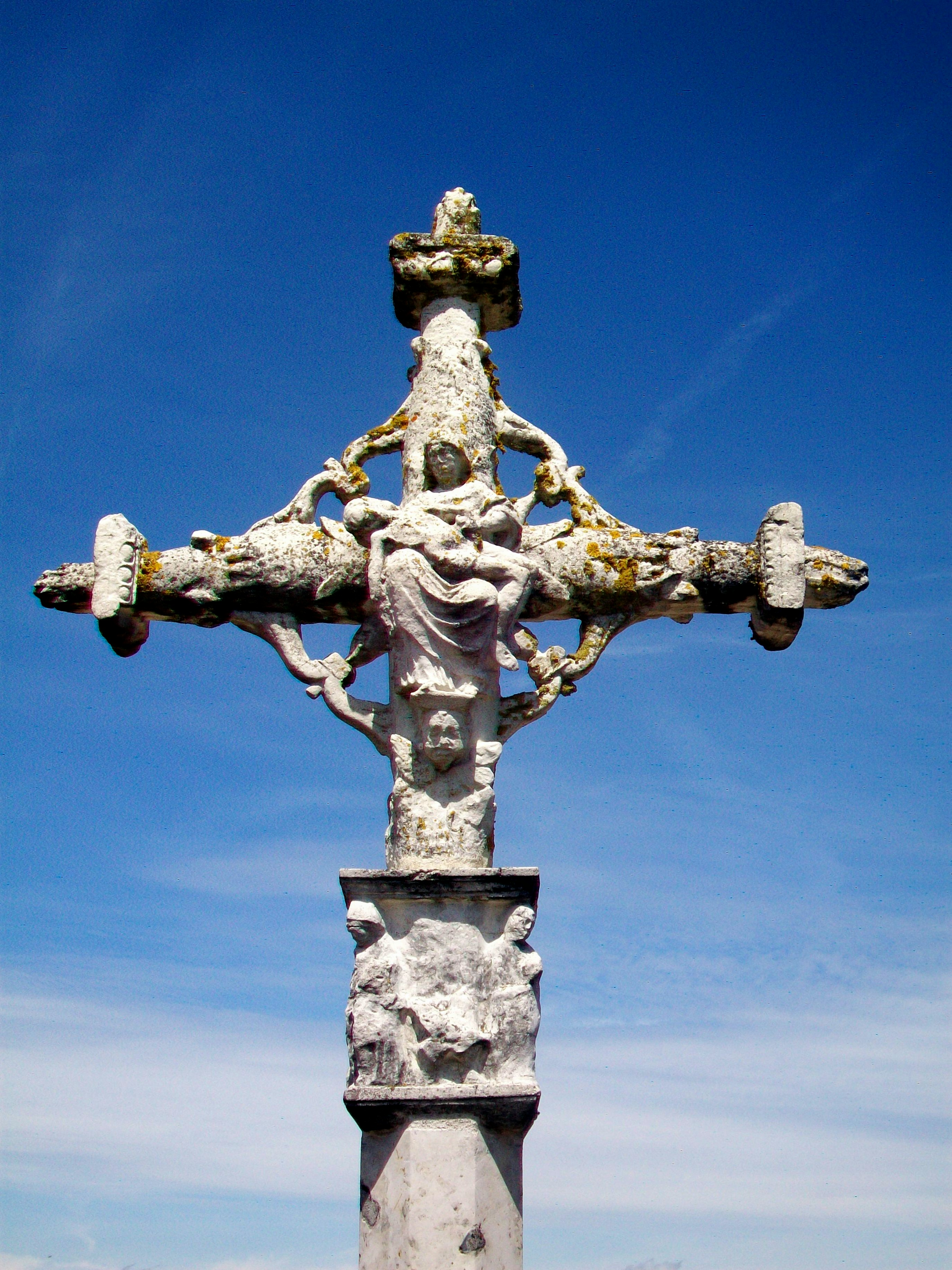
Croix de cimetière.
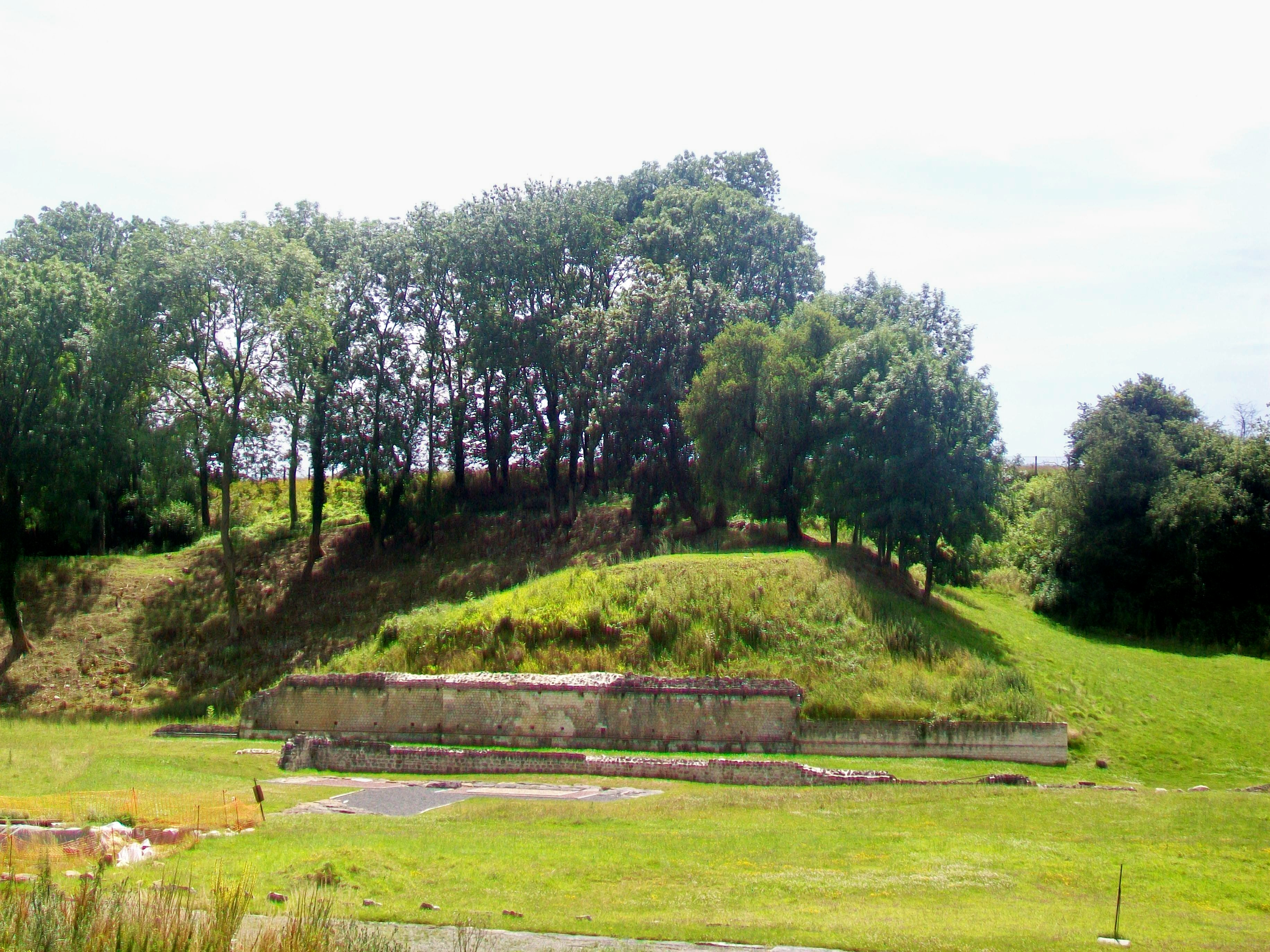
L'amphithéâtre en hémicyle, extrémité nord des tribunes
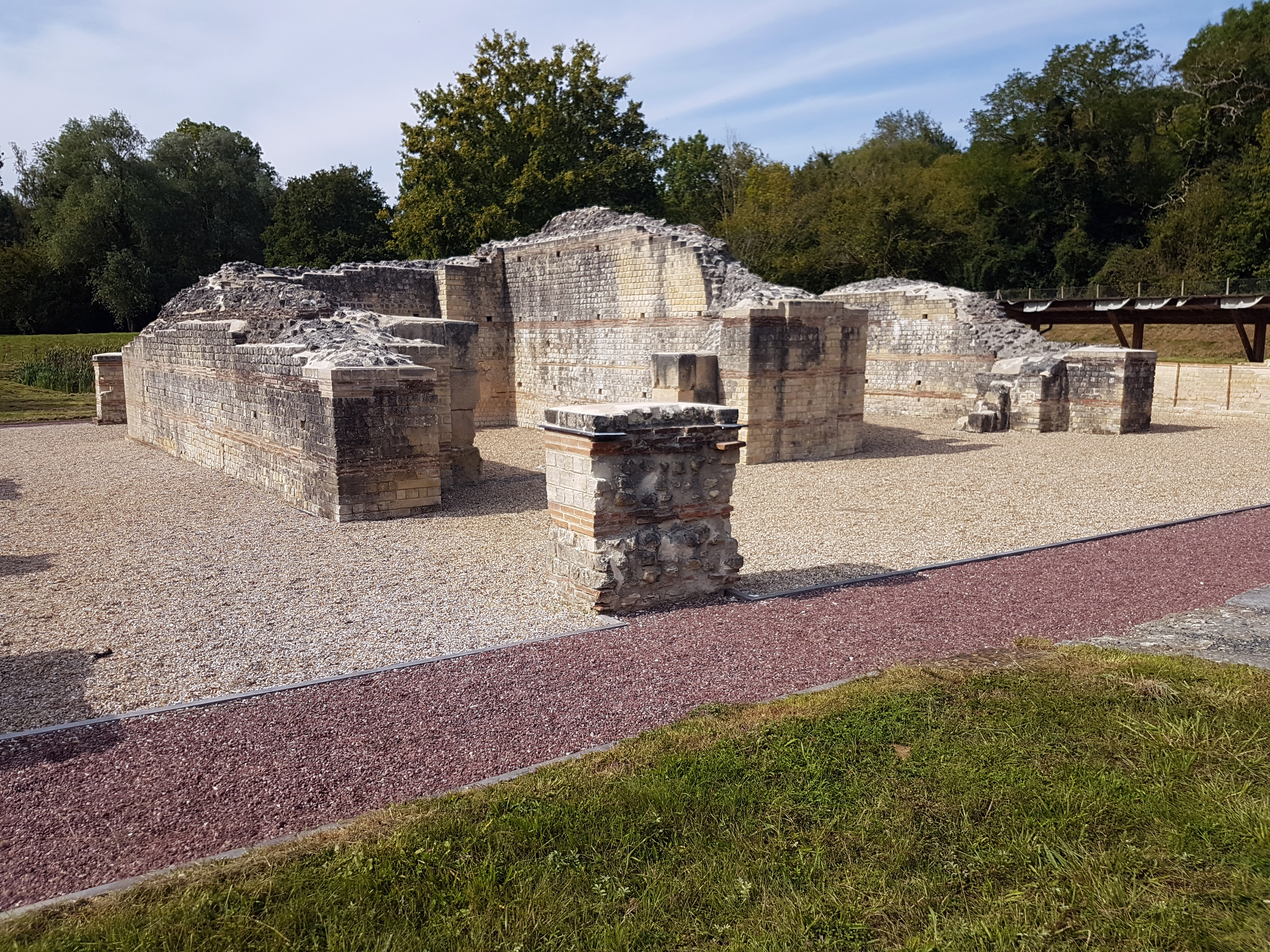
Sanctuaire gallo-romain des Vaux-de-la-Celle

On peut également signaler :
- Ferme de la Bretèche, écart de la commune au sud du village

Ancienne ferme seigneuriale fortifiée, elle comporte d'éléments architecturaux du XIIIe siècle, mais ses bâtiments ont été largement remaniés au XVIIIe et au XIXe siècle. Parmi les vestiges les plus intéressants, l'on peut signaler un coussiège, deux bancs de pierre ménagés dans l'épaisseur du mur, et une voûte du XIIIe siècle au-dessus du puits de la Bretèche, dans une cave.
- Croix Chevrier, route de Magny, à l'entrée du village

Cette croix, placée sur un haut soubassement maçonné en moellons, surplombe largement la route. Le socle très marqué par l'influence des intempéries semble plus ancien. Le court fût de section carrée est biseauté sur sa partie basse, puis présente sur trois faces des cartouches sculptés. Cette partie la plus intéressante de la croix est mis en exergue par des larmiers en haut et en bas. La croix proprement dite est toute simple et dénuée d'ornementations.
- Lavoir, rue de la Sérée

Situé en dessous du niveau de la rue, l'on y accède par une rampe et non par un escalier, fait assez rare dans la région. Sauf à son entrée, le lavoir est entièrement entouré de murs, tenant à des propriétés privées de deux côtés. Ces murs supportent en même temps les deux toits en appentis protégeant les emplacements réservés aux lavandières, alors que le bassin au centre reste au ciel libre. Du fait de la présence de murs-pignon, il n'y avait pas besoin de placer des poutres autour du bassin pour supporter la toiture. L'alimentation en eau se fait par l'une des nombreuses sources autour du village.

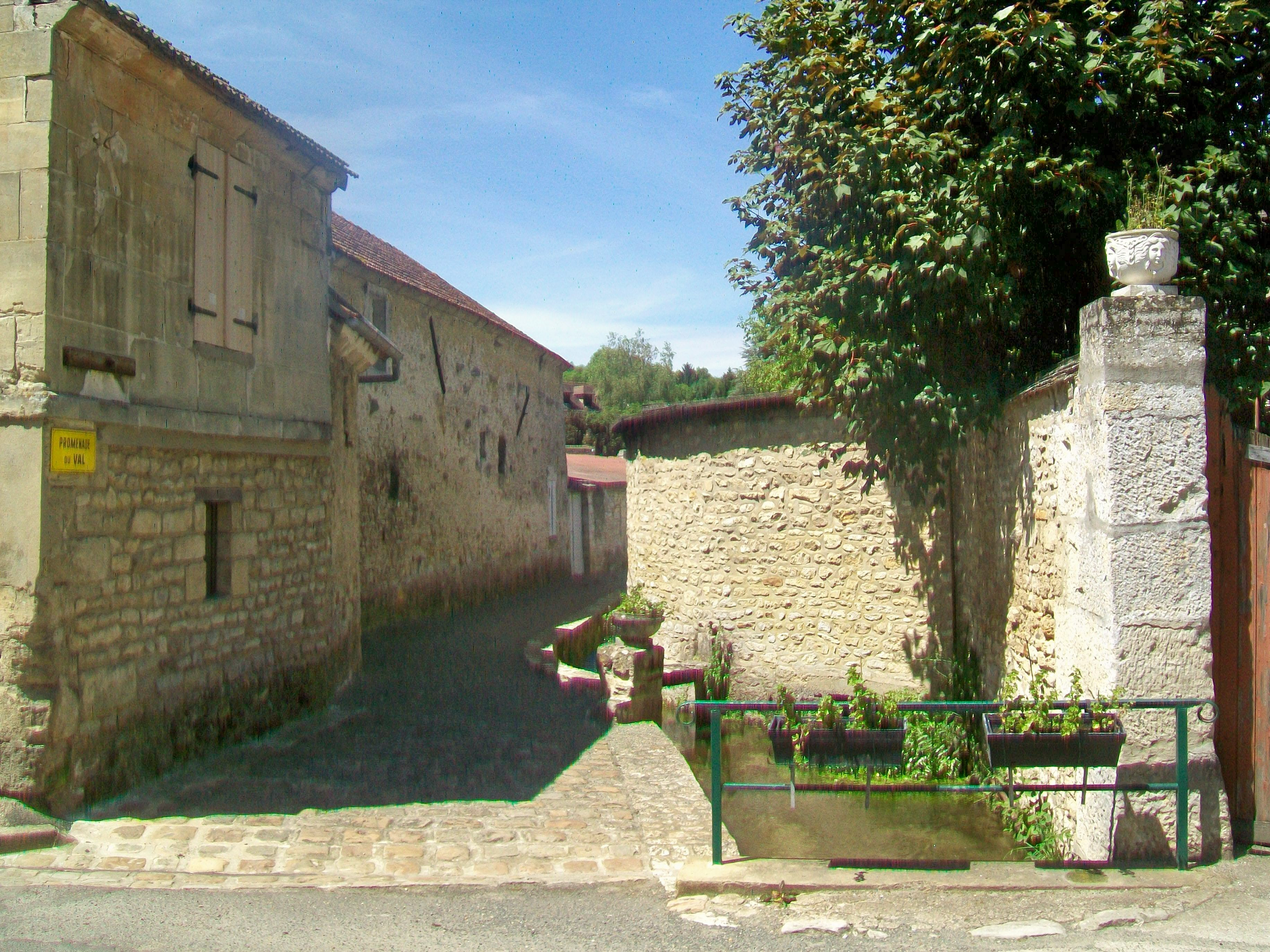
Promenade du Val.

- Fontaine ou abreuvoir, sente rurale no 8

Cette sente relie la rue du Vieux-Moulin, à la rue de la Sérée. Le ruisseau Chalot coule le long de la sente, alimenté par deux sources visibles le long du chemin. L'eau des sources alimentait également un petit bassin un peu en retrait par rapport au chemin, et environ un mètre plus bas. Les abords du bassin ont été incorporés dans deux propriétés privées attenantes, et le caractère délaissé de cet aménagement ne permet plus de déterminer sa fonction exacte. Le bassin n'est pas rectangulaire, mais devient plus large vers son chevet en hémicycle, dominé par un mur en pierre.
- Promenade du Val

Cette ruelle relie la place de l'Église à la rue du Vieux-Moulin. Elle est suivie par un ruisseau dont les abords sont stabilisés par des murets. L'intérêt de la promenade réside en l'authenticité du lieu, ayant subi peu de transformations depuis le XIXe siècle.
- Lavoir, au bout d'une courte sente partant de la rue du Chat-Noir : Un escalier rudimentaire descend vers ce petit lavoir en dehors du village, dont le bassin n'est accessible que d'un seul côté. Il est alimenté par une fontaine attenante. La charpente du toit en appentis s'appuie sur l'un des murs latéraux, ainsi que sur deux poutres en bois.
- Sentier du patrimoine, aménagé en 2018, dont les 10 stations permettent de découvrir des lieux historiques de la commune et son petit patrimoine

Le Prieuré (propriété privée), l’église Saint-Pierre avec sa double nef et son labyrinthe, le plus grand site archéologique d’Île-de-France (avec celui de Pincevent), le lavoir de la Serrée et celui du Chat Noir, des éléments témoins d’un passé industriel : des moulins, une ancienne usine de tire-bouchons, des fours à chaux et la maison de Rodolphe Salis...

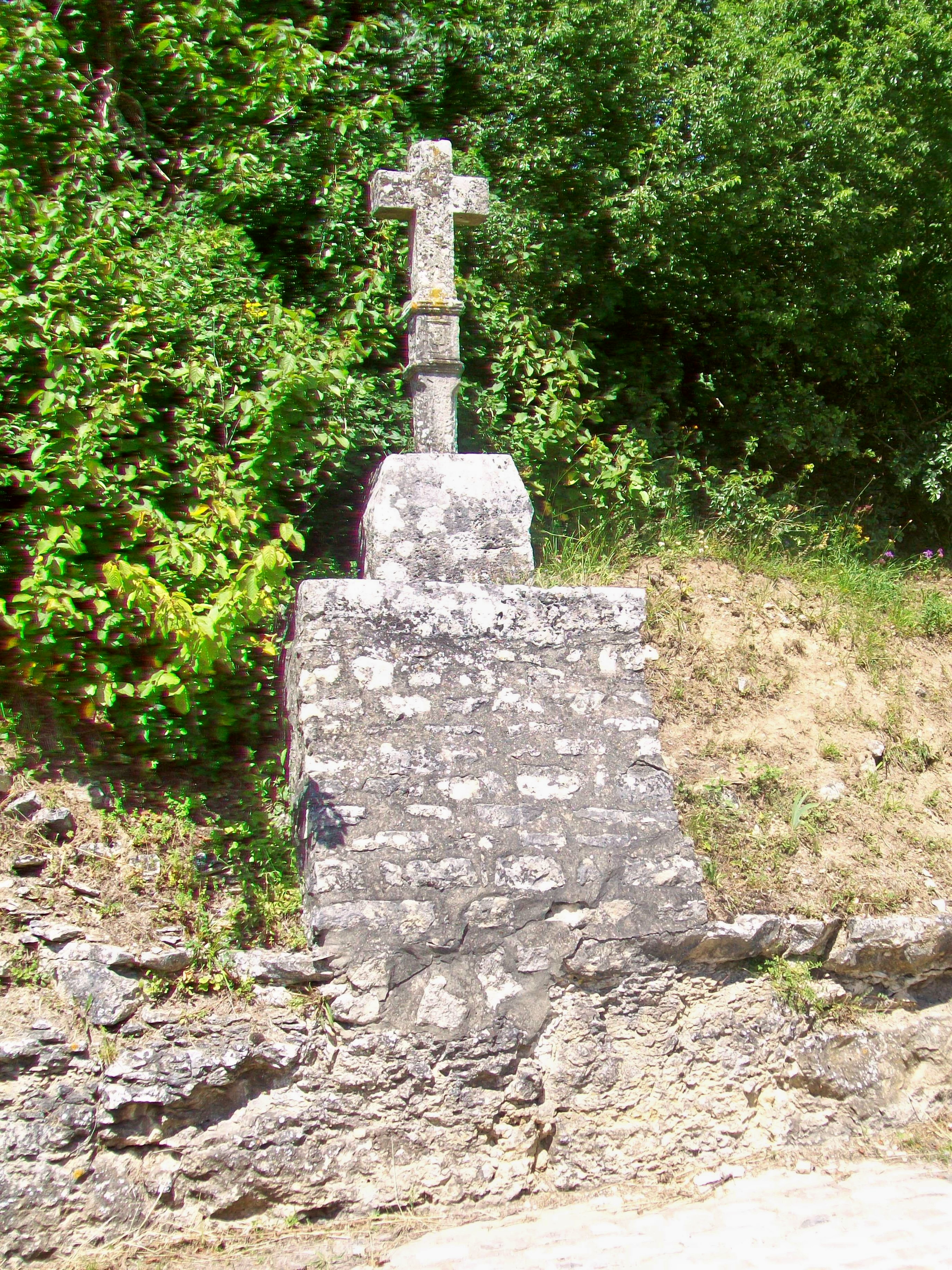
Croix Chevrier.
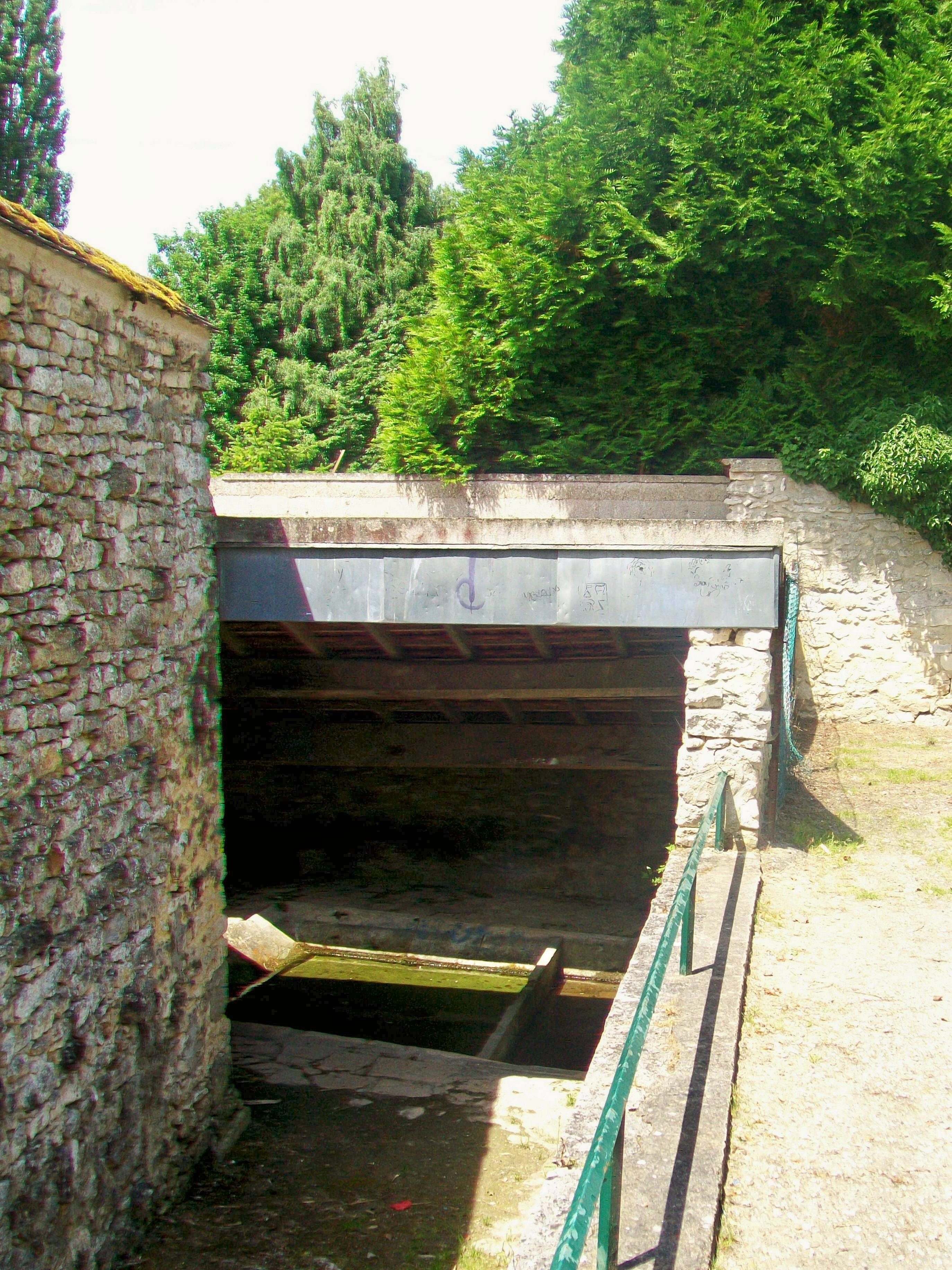
Entrée du lavoir.
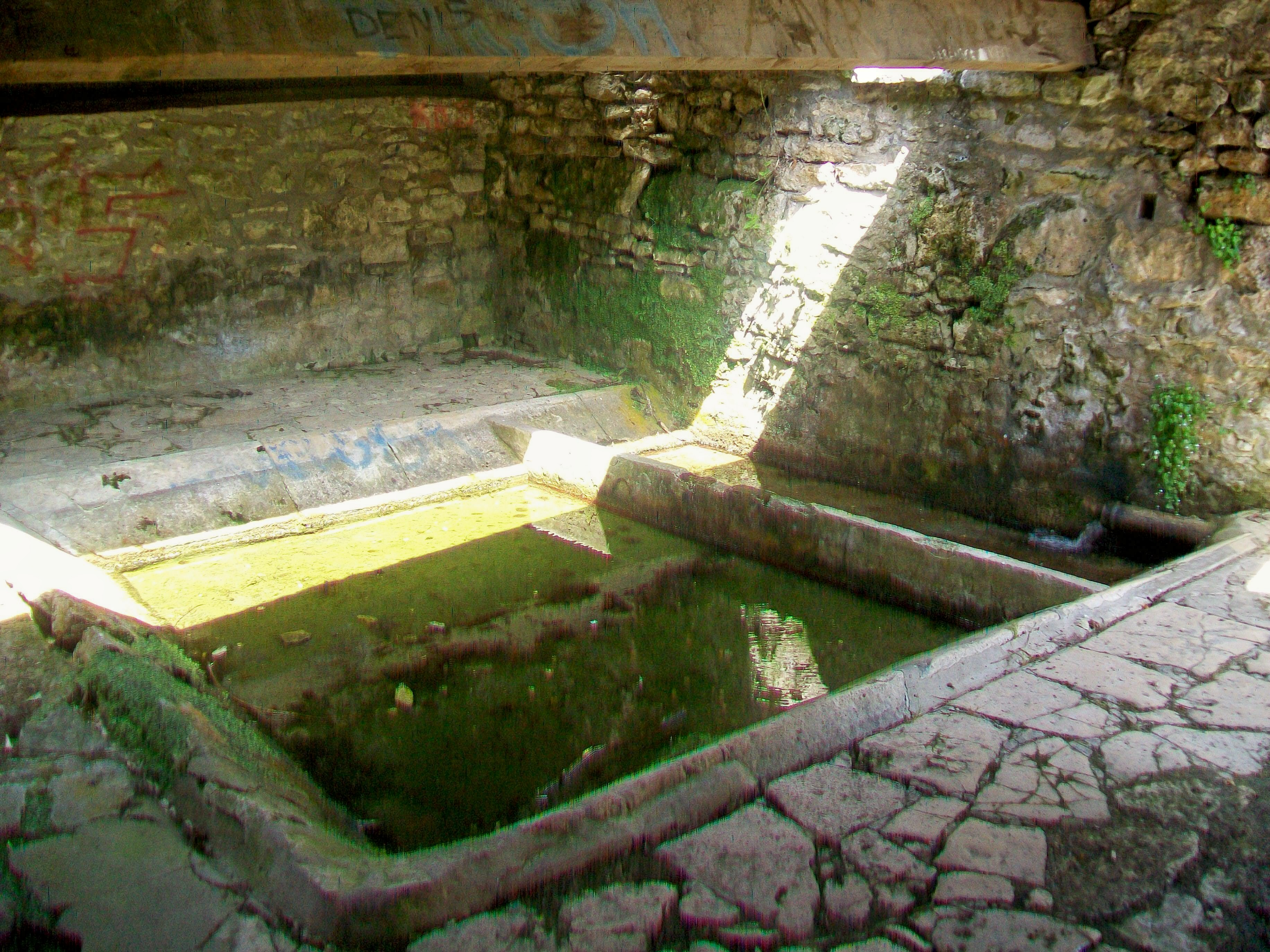
Lavoir, rue de la Serée.

### Personnalités liées à la commune
- Rodolphe Salis (1851-1897), créateur du café-concert Le Chat Noir à Montmartre, avait une maison dans le village, qu'il avait surnommé Chatnoiville-en-Vexin[36].

### Héraldique
| Blason de Genainville | Blason  | Écartelé : au premier d'azur semé de fleurs de lys d'or, au deuxième de gueules au temple antique d'argent maçonné et ouvert de sable, au troisième losangé d'or et de gueules, au quatrième d'argent au chat effarouché de sable allumé de sinople. * Il y a là non-respect de la règle de contrariété des couleurs : ces armes sont fautives (sinople sur sable). DeviseFortunam quaerebam inveni famam. (En cherchant fortune, j'ai trouvé la célébrité.) |
| Blason de Genainville | Détails | |